# 富马原岛衣酸
富马原岛衣酸（英語：fumarprotocetraric acid）是一种地衣缩酚酸环醚，化学式C22H16O12，可见于Cladonia rangiferina、Xanthoparmelia reptans、Xanthoparmelia semiviridis等物种。